# Scarpa (Paysage)
Scarpa (Paysage) est un tableau réalisé en 1883 par Adrien de Witte, peintre belge et professeur à l'Académie royale des beaux-arts de Liège. L'artiste, qui produit peu de peintures de paysage, y brosse un panorama « rocailleux et sec » dans un cadrage insolite.

## Élaboration et genre artistique
Le peintre exécute ce tableau en 1883,,, durant son séjour à Rome en tant que boursier de la Fondation Darchis,,. Le thème de la présente peinture de paysage vient d'un voyage qu'Adrien de Witte effectue de juillet à septembre 1883 dans la vallée de l'Aniene, notamment à Scarpa et à Anticoli Corrado (dans le nord-est de Rome), dont « le cadre agreste et sauvage le fascine »,,.
L'artiste produit peu de paysages, et la majorité d'entre eux est réalisé lors de son séjour italien,. En effet, selon le catalogue effectué en 1927 par Charles Delchevalerie et Armand Rassenfosse, il n'a réalisé qu'une vingtaine de paysages sur un total de 78 peintures à l'huile et 52 aquarelles. Comme le résume Charles Delchevalerie dans la notice du catalogue : « Dans la nature, la psychologie des visages et des corps l'a plus intéressé que celle des paysages ».

## Parcours de l'œuvre
Le tableau entre dans les collections publiques liégeoises dès 1927, et ce, grâce au don du Comité de l'Exposition d'ensemble de l'Œuvre d'Adrien de Witte, comme le confirme le Supplément au catalogue du musée des Beaux-Arts publié en 1930 par l'imprimerie Bénard. Il passe au musée de l'Art wallon à partir de 1952 (no 567 d'inventaire), et y reste jusqu'au moment où l'ensemble des collections des musées des Beaux-Arts et de l'Art wallon (regroupées depuis 2011 aux Beaux-Arts) est transféré au musée de La Boverie en 2016.

## Réception critique
En 2001, l'historien de l'art David Bronze considère que « le paysage est ici montré pour lui-même, dans un cadrage original, et l'artiste se révèle tout à fait convaincant dans le rendu de la lumière et de l'impression de chaleur ». Pour sa part, Charles Delchevalerie remarque déjà, en 1949, que « ses essais de paysage sont peu nombreux : ils attestent pourtant les réussites de sa compréhension ». 

## Expositions
- 2001-2002 : Vers la modernité : le XIXe siècle au pays de Liège, du 5 octobre 2001 au 20 janvier 2002, musée de l'Art wallon et salle Saint-Georges, Liège (catalogue no 77)[9].